# Rhododendron stapfianum
Rhododendron stapfianum är en ljungväxtart som beskrevs av William Botting Hemsley och David Prain. Rhododendron stapfianum ingår i släktet rododendron, och familjen ljungväxter. Inga underarter finns listade i Catalogue of Life.